# Veronica Briguglio
Madre Veronica Briguglio (nata Natalia Briguglio; Roccalumera, 17 ottobre 1870 – Roccalumera, 3 febbraio 1950) è stata una religiosa italiana.
È stata cofondatrice delle Suore cappuccine del Sacro Cuore, ed è oggi riconosciuta dalla Chiesa con il titolo di Serva di Dio.

## Biografia
Natalia Briguglio nacque a Roccalumera, nel messinese, il 17 ottobre 1870; ad appena 10 anni, al fine di aiutare la famiglia, cominciò a lavorare per una filanda. Poco tempo dopo, entrò nel Terz'Ordine Francescano, dedicandosi ai più bisognosi. 
Nel 1886 fu inserita dai fratelli Francesco ed Annibale Di Francia, quest'ultimo futuro beato nel 1990; Francesco ed Annibale Di Francia diedero vita ad un'opera per assistere agli orfani di Messina.
Quando i due fratelli si divisero nella loro opera, Francesco Di Francia (servo di Dio) nel 1895 si recò a Roccalumera per fondare una nuova Famiglia religiosa ed il "Pio Ricovero" delle orfanelle; in questa occasione, Natalia Briguglio insieme ad altre tre consorelle lo seguirono.
Queste religiose inizialmente presero il titolo de le "Povere Suore del Sacro Cuore" e Natalia, che cambiò nome in Veronica di Gesù Bambino, ne divenne prima superiora e cofondatrice. Alla morte di Francesco Di Francia, nel 1913 assunse l'intera responsabilità dell'Istituto in spirito francescano; la Comunità cambiò il nome in "Suore Cappuccine del Sacro Cuore".
Numerose opere furono condotte dalle religiose a seguito dei gravi sconvolgimenti naturali che colpirono Messina e provincia in quegli anni: il colera nel 1887 ed il disastroso Terremoto di Messina del 1908, prodigandosi nell'accoglienza delle bambine orfane e nel soccorrere le famiglie disagiate.
Diresse l'Istituzione per 37 anni. Morì nel suo paese natale il 3 febbraio 1950; il suo corpo, il 4 settembre 1964, venne trasferito dal cimitero locale alla chiesa dell'orfanotrofio, dove nacque l'Istituzione.
Le Suore Cappuccine del Sacro Cuore, di cui Madre Veronica Briguglio fu cofondatrice, sono oggi presenti in Italia, Svizzera ed America Latina.